# Saatly (quận)
Saatly (tiếng Azerbaijan:Saatlı) là một quận thuộc Azerbaijan. Dân số thời điểm năm 2012 là 82702 người.